# Tri noči Drekca Pekca in Pukca Smukca
Tri noči Drekca Pekca in Pukca Smukca je druga knjiga, ki je izšla v zbirki o dogodivščinah Drekca pekca in Pukca Smukca. Razdeljena je na tri poglavja in vsako govori o eni izmed noči, ko se dogajale zelo pomembne reči za junake.

## O avtorju
Dim Zupan se je rodil 19.2.1946 v Ljubljani, kjer živi in ustvarja, ima status samostojnega kulturnega delavca. Napisal je že več kot 20 knjig, večina izmed njih sodi v mladinsko in otroško književnost.  Poleg sveže tematike ga odlikuje kar se da izviren pripovedni slog ter poseben odnos do otrok in mladine. Po njegovem so otroci majhni odrasli, ki jim sicer manjkajo izkušnje, vendar meni, da so sposobni dojemati zapletene strani življenja. 
Zupan je dokončal študija prava, a ima od leta 1992 status svobodnega kulturnega delavca – pisatelja.  Že njegov oče, Vitomil Zupan, je bil znan pisatelj. Ko je začel pisati, je sodeloval z Manco Košir, kateri je dal prebrati delo Prvi dan Drekca Pekca in Pukca Smukca.  Le ta je bila nad delom navdušena.  Ko je dopolnil delo, je knjigo Trije dnevi Drekca Pekca in Pukca Smukca izdala Mladinska knjiga. 
Knjigi Trnovska mafija in Trnovska mafija drugič sta izšli leta 1992 in 1997, obe sta posvečeni hčerki Maji.  Nastala je tudi tretja knjiga, Trnovska mafija – v tretje gre rado (2003).
Zadnjo skupino Zupanovega ustvarjanja tvorijo štiri knjige kratkih zgodb: Maščevanje strašne juhice (1997), Maja že ve (2002), Najboljša flinta je dobra finta (2002) in Osica Maja (2004).

## Interpretacija besedila
Prva noč je naslov prve zgodbe. Tina, prijateljica glavnih junakov, je na izletu zašla na napačen vlak in fanta sta jo želela na to opozoriti. Na koncu so bili vsi prepozni ter so zamudili pravi vlak za Ljubljano. Tako se je začela njihova prva dogodivščina na zagrebški železniški postaji. Bili so brez denarja, lačni in žejni ter malo prestrašeni. Pukec Smukec je bil popolnoma ožuljen zaradi novih rumenih čevljev, ki si jih je kupil dan pred izletom v šolo. Vendar pa so jih na koncu prav ti čevlji rešili, saj so uredili odnose s cigančkom Munjo, ki jim je pomagal, da so varno prispeli domov. Ob vrnitvi so pričakovali, da jih bodo starši kaznovali, ti pa so jih le objemali in bili veseli da so živi in zdravi prišli domov. Tako so ugotovili, da starši le niso tako slabi.
Druga noč pa se dogaja v gozdu, kamor sta šla fanta skupaj s svojima očetoma na polhanje. To so bili pravi moški posli, ki sta jih bila deležna tudi Drekec Pekec in Pukec Smukec. Vsekakor je bila to dogodivščina in pol, posebej zaradi rakov, ki sta jih ulovila in pomembne uganke, ki sta jo razrešila. 
Tretja noč pa je posvečena reševanju Becirka, ki  ga je že na začetku knjige okupirala viška banda. Drekec pekec in Pukec Smukec sta se ponoči izmuznila ven in populila vse sadike viške bande, ki so jih gojili na Našem Vrtu. Te sadike indijske konoplje sta nato vrgla v reko. Pred tem sta še prijatelju Branetu rešila avto in spoznala grozo zaljubljenosti, ki naredi, da dva ponoči čudno krulita in vzdihujeta.
Konec je dober saj sta fanta srčna in radovedna ter radoživa, še najbolj pa je pomebno to, da sta mnogo bolj pametna, kot to kažejo ocene v spričevalu.

## Analiza besedila
Prvi del zgodbe se dogaja predvsem na zagrebški železniški postaji, nato pa se dogajanje preseli nazaj v Ljubljano in na tako priljubljena mesta: Becirk, zborno klopco, Naš vrt in okolico.  Vsem osebam iz prve knjige se je tu pridružil še ciganček Munjo na začetku in pa člani viške bande, ki je zasedla priljubljen kraj mestne mularije.

## Mladinska dela Dima Zupana
- Osica Maja
- Onkraj srebrne mavrice
- Trnovska mafija
- Trnovska mafija drugič
- Najboljša flinta je dobra finta
- Maja že ve
- Hektor in ribja usoda
- Tolovajevo leto
- Trije dnevi Drekca Pekca in Pukca Smukca
- Tri noči Drekca Pekca in Pukca Smukca
- Tri skrivnosti Drekca Pekca in Pukca Smukca
- Tri zvezdice Drekca Pekca in Pukca Smukca
- Tri spoznanja Drekca Pekca in Pukca Smukca